# Abu-Jàfar al-Khazin
Abu-Jàfar Muhàmmad ibn al-Hussayn al-Khazin as-Saghaní al-Khurassaní (àrab: أبو جعفر محمد بن الحسين الخازن الصاغاني الخراساني, Abū Jaʿfar Muḥammad b. al-Ḥusayn al-Ḫāzin aṣ-Ṣāḡānī al-Ḫurāsānī), més conegut senzillament com Abu-Jàfar al-Khazin (Khorasan, 900 - Rayy, 970), va ser un astrònom i matemàtic musulmà del segle x.

## Vida
Res es coneix del cert sobre la seva vida, fins al punt que alguns autors han defensat que les seves obres són de dos autors diferents: Abu-Jàfar al-Khazin i Abu-Jàfar Muhàmmad ibn al-Husayn. No obstant sembla que eren la mateixa persona.
Se sap que va formar part d'una delegació del príncep samànida Nuh I ibn Nasr per a negociar una treva amb el príncep búyida Rukn-ad-Dawla l'any 953; això fa suposar que ja era un home gran en aquesta data. Les seves dates de naixement i mort s'estimen en els anys 900 i 970 respectivament.

## Obra
De les obres d'al-Khazin només ha sobreviscut un fragment d'un comentari que va escriure del primer llibre de l'Almagest de Ptolemeu. En aquest fragment demostra algunes hipòtesis sobre isoperimetria establertes per Ptolemeu i que ja havien estat estudiades per Zenòdor.
També sabem, per comentaris d'altres astrònoms posteriors, que va escriure un tractat astronòmic: el Zij al-safā. Els comentaristes d'aquesta obra en destaquen les explicacions sobre les làmines de l'astrolabi, algunes aportacions trigonomètriques originals i la mesura acurada de l'obliqüitat de l'eclíptica. Per alguns fragments trobats recentment d'aquest tractat, sembla que descriu la construcció i l'ús de l'equatorium i podria ser un dels primers llibres en fer-ho.
Al-Biruní diu que Al-Khazin va desenvolupar un model (maqāla) astronòmic alternatiu al de Ptolemeu, sense excèntriques ni epicicles. També és l'autor d'un tractat titulat Kitāb al‐abʿād wa‐ʾl‐ajrām en el qual dona els diàmetres de les estrelles, sense que se sàpiga d'on surten aquests valors. Però totes aquestes obres estan perdudes.